# Гулевичі (рід)

Герб роду Гулевич (Hulewicz)

Гулевичі (пол. Hulewicz) — волинський боярський, потім польський шляхетський, російський дворянський рід гербу Новина. Рід Гулевичів внесений в VI частину родовідних книг Волинської і Ковенської губерній і в II частину родословної книги Чернігівської губернії. Є ще 5 родів Гулевичів, нового походження.

## Представники
- Василь
  - Зброх (Олександр) — протопласт кількох гілок роду,
    - Михно (Михайло) Зброхович (Гулевич) — чоловік (з 1512[2]) княжни Ганни Іванівної Корецької[3]
    - Федір Гулевич (у чернецтві Феодосій); Михно і Федір Гулевичі володіли в 1528 р. маєтками на Волині.[3] Феодосій (Федір) Гулевич у 1541 р. став Луцьким та Острозьким православним єпископом. У 1560-х рр. був єпископом Холмським та Белзьким, з 1565  —  Володимирським та Берестейським.
      - Василь Гулевич — посол сейму від Волині, підписав у 1569 році унію ВКЛ та Корони, войський володимирський, дідич Затурців
        - Андрій
        - Венедикт
        - Михайло
        - Галшка — одна з засновниць Київського братства, монастиря і школи при ньому, дружина Христофора Потія та Стефана Лозки — мозирського маршалка.

    - Гаврило
      - Федір
        - Богуш — дідич Воютина, дружина — Мартина Майківна
          - Гавриїл (Ґабріель) з Воютина гербу Новина — кальвініст, посол сеймів Речі Посполитої
          - Лука — староста звенигородський, загинув у битві під Городком 1655 року

    - Сенько (Семен)

- 7 березня 1596 рік — Під час перебування війська Серерина Наливайка в районі Луцьк-Несвіч-Торчин у козацькі загони втік зі школи 12-річник Федько Гулевич — син маршалка луцького повітового дворянського кола Деміана Гулевича Воютинського з відомої шляхетської родини Гулевичів. Він став козацьким джурою, тобто молодшим козаком Серерина Наливайка.
- Григорій — хорунжий землі Волинської (1569—1574)
- Симеон-Сильвестр — православний єпископ перемишльський і самбірський (1635 — 1645)
- Афанасій — після підкорення Смоленська залишився в московському підданстві, був наділений маєтками в 1679 р. Його потомство внесено в II частину родословної книги Смоленської губернії.
- Марія Гулевичівна — дружина власника Угорників (тепер Коломийський район), фундатора Угорницького Спасо-Преображенського монастиря Адама Балабана[4]
- Юрій (†1708) — дідич Марковичів, суддя гродський луцький
- Володимир — підсудок луцький, підкоморій волинський (луцький)
- Роман
  - Дем'ян — син Романа, онук луцького єпископа Феодосія, дружина — донька крем'янецького підкоморія Іван Патрикія-Курозвонського, його вітчима[5]
- Петро — ксьондз, канонік і пробощ Св. Якуба в Луцьку
- Бенедикт з Дрозден (1750—1817) — посол сеймів, «заушник» Станіслава Щенсного Потоцького[6]
- Леон Гулевич — реґент коронної канцелярії, син Михайла та Маріанни Виговської, посол сеймів, підтримував стосунки з Гуго Коллонтаєм[7]
- Іван (Ян) — підкоморій луцький, дружина — Кашевська[8]
- Анастасія — друга дружина князя Станіслава Стефановича Воронецького[9]
- Анна — дружина Лавріна Лозки (помер), Яроша Козинського[10]
- Ілля — надвірний конюший краківського каштеляна Станіслава Конецпольського, від якого щось отримав у заповіті 1682 року.[11]